# Frederic Farrar
Frederic William Farrar (Bombay, 7 agosto 1831 – Canterbury, 22 marzo 1903) è stato un presbitero, docente e scrittore indiano naturalizzato britannico.
Fu l'arcidiacono di Westminster dal 1883 al 1894 e decano della cattedrale di Canterbury dal 1895 fino alla sua morte nel 1903.
Iniziato nella società segreta degli Apostoli di Cambridge,  fu uno dei portatori della bara di Charles Darwin al suo funerale.

## Biografia
Educato al King William's College di Castletown, nell'Isola di Man, proseguì gli studi al King's College di Londra e al Trinity College di Cambridge, presso il quale nel 1852 vinse la medaglia d'oro del cancelliere per la poesia.. Dopo aver insegnato alla Harrow School per alcuni anni, finché nel 1871 fu nominato preside del Marlborough College  durante il quinquennio successivo.
Farrar trascorse gran parte della sua carriera all'Abbazia di Westminster, presso la quale divenne canonico, rettore dell'antistante Chiesa di Santa Margherita, arcidiacono dell'abbazia. Successivamente, fu nominato decano di Canterbury e cappellano in servizio presso la famiglia reale. Predicatore eloquente e autore prolifico, fra i suoi scritti si ricordano due romanzi storici d'amore e alcune storie di vita scolastica come  Eric, o, Little by Little e St. Winifred relativo alla vita in un collegio per ragazzi dell'Inghilterra tardo-vittoriana.
Farrar si interessò di studi classici e di filologia comparata. Applicando le idee di Darwin alla linguistica, affermò la possibilità di costruire un albero genealogico evolutivo dei vari idiomi e fu coinvolto in una diatriba pluriennale col glottologo Friedrich Max Müller. Se Farrar non aderì mai pubblicamente alla teoria evoluzionista, non sollevò alcuna obiezione teologica contro di essa e, ammettendone inplicitamente la compatibilità con la propria fede anglicana, esortò a valutare le sue tesi da un punto di vista razionale e scientifico.
Farrar fu eletto membro della Royal Society per l'opera in ambito filologico, quando anche Darwin divenne membro al suo interno. Alla morte dell'amico nel 1882, pronunciò il sermone funebre e ottenne dalla chiesa il permesso di farlo seppellire nell'Abbazia di Westminster.
Gli scritti a tema religiosi più noto sono Life of St. Paul (risalente al 1879) e Life of Christ, pubblicato nel 1874, ebbe notevole popolarità e fu tradotto in varie lingue. Farrar era convinto che alcuni potessero ottenere la vita eterna dopo la morte. Alcuni contemporanei lo accusarono di essere un promotore dell'universalismo, teoria che afferma che al tempo del Giudizio universale Dio avrebbe concesso il perdono gratuito e la salvezza alle anime di tutti i peccatori. Nel 1877, Farrar respinse tali accuse nell'introduzione a cinque dei suoi sermoni. Con Eternal Hope del 1878 e Mercy and Judgment del 1881 difese la propria visione dell'Inferno e coniò l'espressione "abominevole fantasia" (abominable fancy) in relazione all'idea cristiana secondo la quale la dannazione dei peccatori sarebbe stata fonte di eterna gioa dei giusti salvati in Paradiso.

Nel volume Ethernal Hope affermò:
(Farrar, Ethernal Hope, 1877)
Nell'aprile del 1882, fu uno dei dieci uomini che portarono la bara di Charles Darwin al funerale celebrato nell'Abbazia di Westminster. Gli altri erano: il duca del Devonshire, il duca di Argyll, il conte di Derby, Sir J. Russell Lowell, Sir W. Spottiswoode, Sir Joseph Hooker, Sir AR Wallace, il professor Huxley e Sir John Lubbock..

## Famiglia

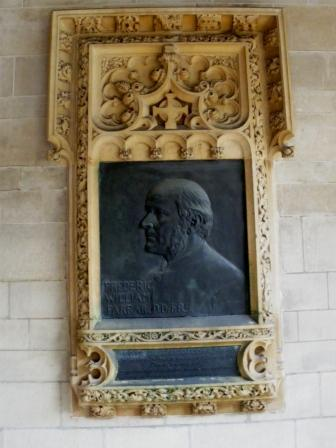
Lapide commemorativa di Farrar nella Chiesa di santa Margherita, a Westminster

Il 1º agosto 1860, sposò Lucy Mary Cardew nella Chiesa di san Leonardo, a Exeter. La copia ebbe cinque figli e cinque figlie:
- Reginald Anstruther Farrar (1861-)
- Evelyn Lucy Farrar (1862-)
- Hilda Cardew Farrar (1863-1908)
- Maud Farrar (1864-1949)
- Eric Maurice Farrar (1866-)
- Sibyl Farrar (1867-)
- Cyril Lytton Farrar (1869-)
- Lilian Farrar (1870-)
- Frederic Percival Farrar (1871-)
- Ivor Granville Farrar (1874-1944) (born Bernard Farrar).

I primi otto nacquero ad Harrow, mentre gli ultimi due nacquero a Marlborough.

La seconda figlia, Hilda, si sposò nel 1881 con John Stafford Northcote, vicario di St Andrew's, Westminster. Nel 1927, il loro figlio Henry succedette al padre come terzo conte di Earl di Iddesleigh.
Farrar permise alla sua terza figlia, Maud, di sposarsi a 16 anni col vescovo Henry Montgomery (1847-1937), dopo un fidanzamento durato due anni. All'epoca era l'arcidiacono di Santa Margherita, mentre Montgomery ne era il curato. Montgomery fu quindi promosso vescovo della diocesi anglicana della Tasmania. I feldmaresciallo  "Monty", primo visconte Montgomery di Alamein, attivo nella Seconda Guerra Mondiale, era uno dei loro figli.
Regarald Farrar pubblicò la biografia del padre nel 1902. Farrar si spense il 22 marzo 1903 e fu sepolto nel chiostro della cattedrale di Canterbury.
In suo onore fu intitolata la strada Dean Farrar Street a Westminster, mentre nella chiesa di Santa Margherita fu eretto un busto ad opera dello scultore Nathaniel Hitch.